# X線パルサー
X線パルサー(X-ray pulsar)は、X線の強さが周期的に変化するX線源である。X線の周期の範囲は、数分の1秒から数分である。

## 機構
X線パルサーは、磁場を持つ中性子星が通常の恒星の周りを公転する連星系から構成される。中性子星の表面での磁場の強さは、通常108テスラ程度であり、地球表面（60ナノテスラ）よりも1兆倍以上も強い。
伴星からガスが降着して磁極で中性子星の磁場とつながり、地球の2つのオーロラ帯に似た2つ以上の熱い局所的なX線ホットスポットを生じる。これらのホットスポットで、落ち込むガスは光速の半分まで加速される。約1km2の広さと推定されるホットスポットに落ち込むガスからは巨大な位置エネルギーが放出され、太陽の1万倍以上も明るく輝く。
温度は数百万度に達するため、ホットスポットは主にX線を放出する。中性子星は回転しているため、磁場の軸が自転軸に対して傾いている時には、パルス状のX線が観測される。

## ガスの供給
X線パルサーに供給されるガスは、中性子星の軌道の大きさや形、伴星の性質等に応じて様々な経路を通って中性子星に達する。
いくつかのX線パルサーの伴星は、非常に質量の大きい若い恒星で、表面から恒星風を放射しているO型からB型の超巨星である。中性子星はその風を受け、常にガスを受け取っている。ほ座X-1は、このような系の例である。
別の系では、中性子星は伴星の非常に近くを公転しており、強い重力で伴星の大気から自身の周囲の軌道に物質をひっぱり、ロッシュ・ローブオーバーフローとして知られる過程で質量転移が行われる。獲得した物質は降着円盤を形成し、らせん状に中性子星に落ち込む。ケンタウルス座X-3は、このような系の例である。
さらに別の系として、伴星が非常に高速に回転し、赤道上にガスの円盤を持つBe星である場合がある。中性子星の軌道は通常大きく、偏平な楕円形である。中性子星がBe星の円盤の付近またはその中を通過すると物質を獲得し、一時的なX線パルサーとなる。Be星の周りの円盤は未知の理由で拡大収縮するため、一時的なX線パルサーは、しばしば数ヶ月から数年間おきに途切れ途切れにしか観測されない。

## 自転
電波パルサーとX線パルサーの自転はかなり異なる態様を見せ、特徴的なパルスを産み出す機構も異なっているが、どちらも磁場を持つ中性子星の自転に由来するという点は受け入れられている。どちらの場合も、パルスの周期から中性子星の自転周期を決定できる。
両者の主な違いは、電波パルサーがミリ秒から秒の桁の周期を持ち、また全ての電波パルサーは角モーメントを失って自転が徐々に減速するのに対し、X線パルサーは様々な自転の態様を示す。X線パルサーには、自転速度が継続的に速くなるもの、遅くなるもの、速くなったり遅くなったりするものがある。
この差異は、2つのパルサーの分類の物理的な性質によって説明することができる。電波パルサーの99%以上は、放射エネルギーを相対論的粒子や磁気双極子の形で放出する単一の天体である。一方、X線パルサーは連星系の一種で、恒星風や降着円盤によって物質を降着させている。降着物質は中性子星に角モーメントを転移し、自転速度は電波パルサーの数百倍も速くなったり、また遅くなったりする。X線パルサーの自転がなぜこのような振る舞いを示すのか、正確には未だ分かっていない。

## 観測
X線パルサーは、地球の低軌道に置かれているX線望遠鏡を用いて観測される。
1968年に発見されたかにパルサーは、初めて超新星残骸との関係が明らかとなった。X線放射だけで見つかった初めてのX線パルサーは、1971年にウフルを用いて発見されたケンタウルス座X-3である。